# Massentreiber
Ein elektromagnetisches Katapult oder Massentreiber ist ein vorgeschlagenes Konzept zum Start von Nutzlasten bzw. Raumschiffen in den Weltraum. Das zu beschleunigende Objekt soll hierbei auf einer kilometerlangen, geraden Strecke ähnlich dem Funktionsprinzip einer Magnetschwebebahn auf eine hohe Geschwindigkeit beschleunigt werden. Damit soll ein Großteil der notwendigen Energie zum Erreichen eines stabilen Orbits stationär bereitgestellt und Transportkosten verringert werden. Für den Transport von Passagieren ist eine starke Vergrößerung bzw. Verlängerung der Anlage erforderlich, um zu hohe Beschleunigungskräfte zu vermeiden. Ein 1977 am MIT vorgestellter Modellversuch sollte auch auf dem Mond eingesetzt werden.

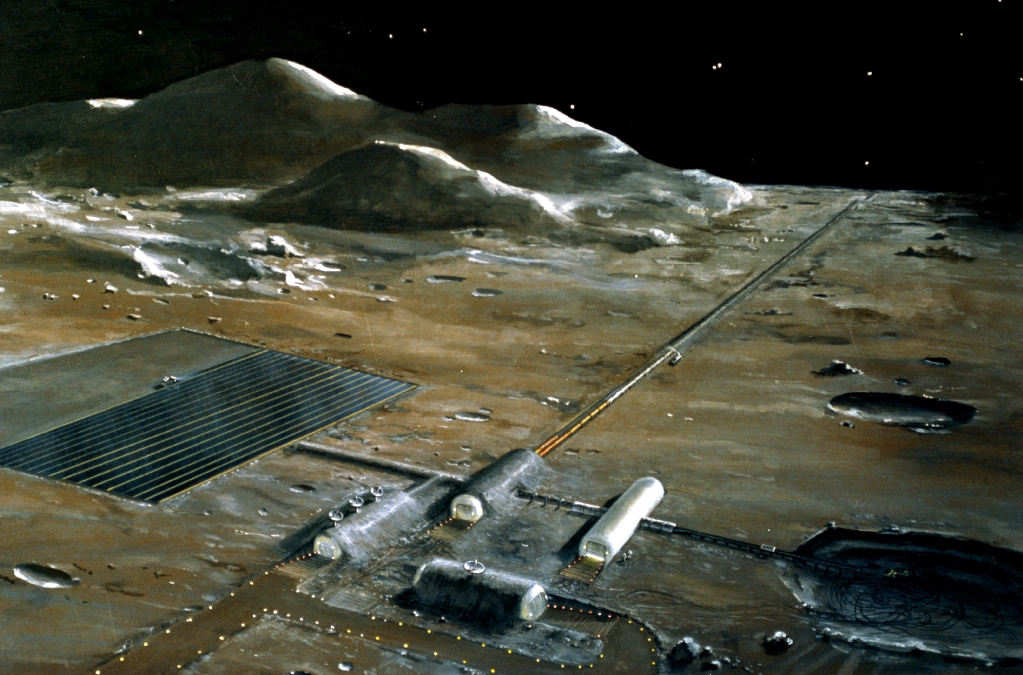
Konzept einer Mondbasis mit Massentreiber (längliche Struktur)
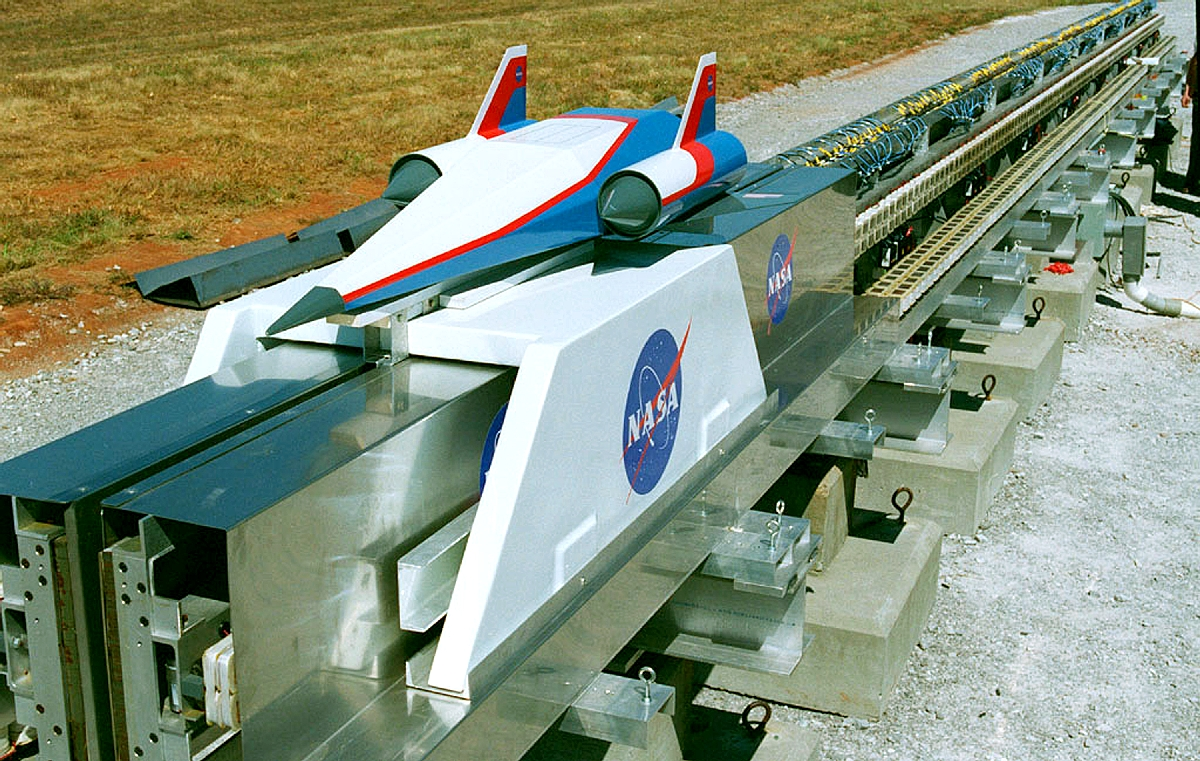
NASA-StarTram-Demonstrator
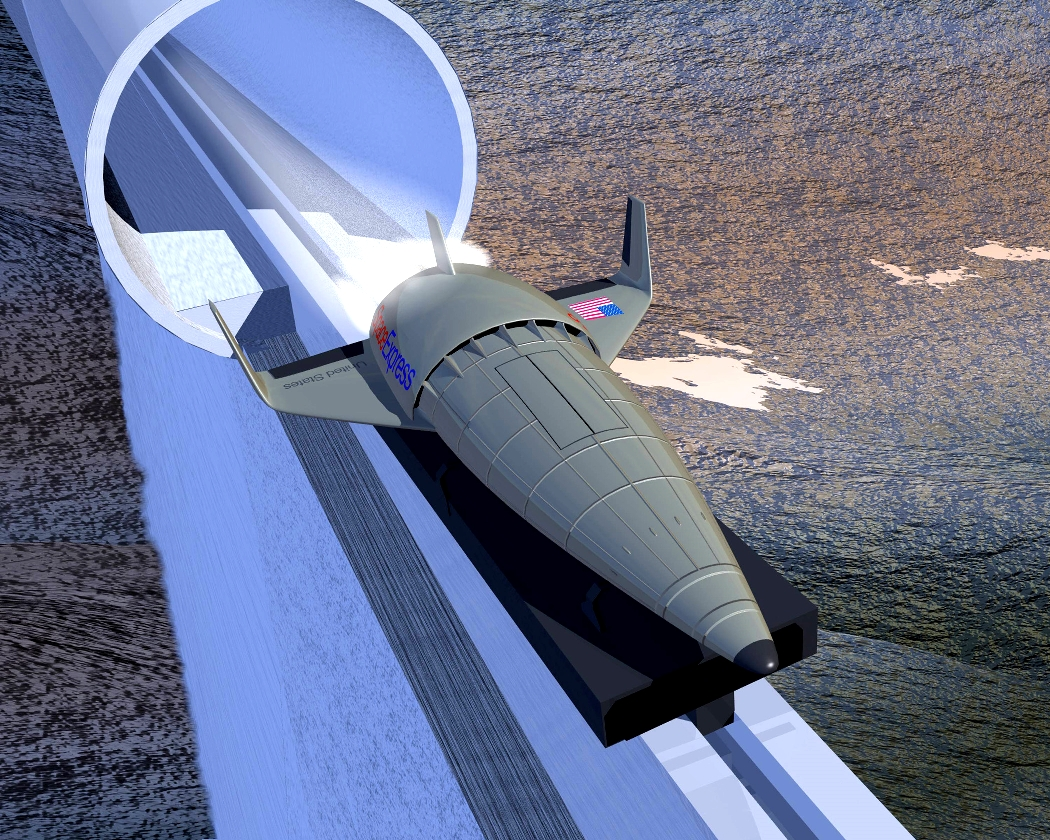
NASA-MagLifter-Konzept